# Hujiao bing
Le hújiāo bǐng ou brioche au poivre (chinois : 胡椒餅 ; pinyin : hújiāo bǐng ; lit. « gâteau ou biscuit au poivre noir ») est un type de petit pain cuit au four originaire de la ville de Fuzhou, la capitale de la province chinoise du Fujian. Il s'agit d'une nourriture de rue qui est devenue assez populaire à Taïwan et que l'on peut trouver sur les marchés de nuit ou dans les mini-étals de nourriture dans tout Taïwan.
Les ingrédients communs sont la farine, l'eau et un agent levant pour l'enveloppe extérieure de la pâte, et une protéine de viande (généralement du porc ou du bœuf) marinée avec du sucre, de la sauce de soja, du poivre blanc ou noir et des oignons verts pour la garniture intérieure. 